# NGC 4180
NGC 4180 је спирална галаксија у сазвежђу Девица која се налази на NGC листи објеката дубоког неба.
Деклинација објекта је + 7° 2' 22" а ректасцензија 12h 13m 3,0s. Привидна величина (магнитуда) објекта NGC 4180 износи 12,7 а фотографска магнитуда 13,5. NGC 4180 је још познат и под ознакама UGC 7219, MCG 1-31-25, VCC 73, IRAS 12104+0719, PGC 38964.